# ایزابلا آیدینیان
ایزبلا پوغوسی (پاولفنا) آیدنیان (ارمنی: Իզաբելլա Պողոսի (Պավլովնա) Այդինյան؛  زادهٔ ۴ فوریهٔ ۱۹۲۸ - درگذشته ۱۹۹۶) موسیقی‌دان، خواننده اپرا اهل ارمنستان بود.

## زندگی‌نامه
وی در ۴ فوریهٔ ۱۹۲۸ در کراسنودار به دنیا آمد و از کنسرواتوار دولتی کومیتاس ایروان کنسرواتوار دولتی چایکوفسکی مسکو فارغ‌التحصیل گشت. وی در کنسرواتوار دولتی کومیتاس ایروان فعالیت می‌کرد. همچنین برندهٔ جوایزی همچون هنرمند شایسته ارمنستان شوروی شده است. وی در ۱۹۹۶ در سن ۶۸ سالگی در ایروان درگذشت  و در آرامستان مرکزی ایروان (توخماخ) به خاک سپرده شد.

## یادداشت
1. ↑  Հյուսիսկովկասյան երկրամաս